# آنته پاولیچ
آنتی پاولیچ (به کرواتی: Ante Pavelić) (۱۴ ژوئیه ۱۸۸۹ – ۲۸ دسامبر ۱۹۵۹) سیاستمدار ناسیونالیست اهل کرواسی و بنیانگذار سازمان اوستاشه بود. در حمله آلمان به یوگسلاوی، با مهاجمان همدست شد و شخصاً به استقبال آدولف هیتلر، پیشوای رایش سوم رفت. پاولیچ در سال ۱۹۴۵ و پس از شکست آلمان در جنگ جهانی دوم، به اتریش گریخت. وی در همان سال، در دادگاهی در یوگسلاوی به‌طور غیابی محاکمه و به اعدام محکوم شد. وی سپس برای مدتی در کشورهای ایتالیا، آرژانتین و اسپانیا مخفی شد. ۱۰ آوریل ۱۹۵۷ میلادی، در لوماس دل پالومار به او سو قصد شد. پاولیچ جان سالم بدر برد اما به علت زخم‌های شدیدی که برداشته بود، دو سال بعد در ۲۸ دسامبر ۱۹۵۹ در شهر مادرید درگذشت.